# Sam Allardyce
Samuel Allardyce  , né le 19 octobre 1954 à Dudley en Angleterre, est un footballeur anglais ayant évolué au poste de défenseur avant de se reconvertir comme entraîneur. 
En tant que joueur, Allardyce dispute 578 matchs, inscrivant 42 buts, entre 1973 et 1992. Il passe la majorité de sa carrière professionnelle dans la Football League (deuxième, troisième et quatrième divisions anglaises), avec quelques brefs passages aux États-Unis et en Irlande. Décrit comme un défenseur puissant avec un bon jeu de tête et une bonne anticipation, il est recruté en 1969 par le club de Bolton Wanderers à celui de sa ville natale, Dudley Town, et y passe près de onze années, y remportant la deuxième division anglaise à l'issue de la saison 1977-1978. Après son départ en 1980, il passe brièvement par plusieurs clubs, nommément Sunderland, Millwall, la franchise américaine des Rowdies de Tampa Bay, Coventry City et Huddersfield Town, avant de revenir un an à Bolton puis de s'établir plus durablement à Preston North End entre 1986 et 1989, où il contribue à la promotion du club en troisième division lors de la saison 1986-1987.
La carrière d'entraîneur d'Allardyce démarre lors de son recrutement en tant qu'entraîneur-joueur par West Bromwich Albion en février 1989, d'abord comme entraîneur de l'équipe réserve puis en tant qu'adjoint de l'équipe première à partir de l'été suivant, avant d'être renvoyé deux ans plus tard. Après un bref passage à Bury, il est nommé à un premier poste d'entraîneur principal à Limerick City, avec qui il remporte la deuxième division irlandaise en 1992 avant de devenir entraîneur adjoint à Preston North End, entraînant brièvement l'équipe première en tant qu'intérimaire. Après la fin de sa carrière de joueur en 1992, il obtient son premier poste d'entraîneur principal en Angleterre à Blackpool en juillet 1994 avant d'être renvoyé deux ans plus tard après avoir raté de peu la promotion en deuxième division. Il prend ensuite en charge Notts County de janvier 1997 à octobre 1999, remportant le titre de quatrième division en 1998, avant de rejoindre le club de Bolton Wanderers pour la troisième fois de sa carrière, cette fois en tant qu'entraîneur. Il y passe près de huit années, faisant monter le club en première division en 2001 puis l'amenant à une finale de Coupe de la Ligue anglaise en 2004 (en) ainsi qu'à la première qualification en coupe d'Europe de son histoire l'année suivante après une cinquième place synonyme de qualification pour la Coupe UEFA. Après sa démission en avril 2007, il prend brièvement en charge l'équipe de Newcastle United entre mai 2007 et janvier 2008 avant d'entraîner Blackburn Rovers de décembre 2008 à décembre 2010. Il devient entraîneur de West Ham United en juin 2011, amenant le club à la promotion en première division dès sa première saison, avant de le quitter en mai 2015 sur fond de critiques de son style de jeu par les fans. Il est nommé à la tête de Sunderland en octobre 2015, sauvant les Blacks Cats de la relégation avant d'être brièvement nommé sélectionneur de l'équipe d'Angleterre en juillet 2016, démissionnant deux mois plus tard. Il connaît par la suite trois passages d'une demi-saison à Crystal Palace (décembre 2016-mai 2017), Everton FC (novembre 2017-mai 2018) et enfin West Bromwich Albion (décembre 2020-mai 2021), connaissant avec cette dernière équipe sa première relégation de la Premier League en tant qu'entraîneur.
Le style de jeu prôné par Allardyce est souvent jugé, par certains analystes, comme étant du « kick and rush », tactique basée sur un usage intensif de longs ballons, une perception toujours démentie par celui-ci. Son approche du travail d'entraîneur est souvent décrite comme « moderne », avec un grand usage de la technologie et des statistiques pour l'élaboration de ses tactiques et entraînements. Il est également reconnu pour ses talents d'organisation et de gestion de ses joueurs.
Allardyce a par ailleurs été plusieurs fois accusé de corruption, ayant été le sujet de plusieurs enquêtes d'investigation. Il a ainsi été soupçonné, avec son fils Craig, de prendre des dessous-de-table sur certains transferts, notamment à la suite d'un reportage de l'émission Panorama de la BBC diffusé en septembre 2006. Une autre enquête publiée en septembre 2016, cette fois par le Daily Telegraph, voit Allardyce, alors sélectionneur de l’Angleterre, être filmé proposant son aide à des journalistes se faisant passer pour des hommes d'affaires, afin de contourner des règles établies par son employeur, la fédération anglaise, sur la tierce propriété, ce qui amène à la résiliation par consentement mutuel de son contrat le 27 septembre 2016.

## Jeunesse
Samuel Allardyce naît le 19 octobre 1954 dans la zone résidentielle de Old Park Farm à Dudley, dans les Midlands de l'Ouest. Il est le fils de Robert Allardyce, agent de police, né en 1916 et mort en 1989, et de Mary Agnes Allardyce, née en 1918 et morte en 1991. Les deux parents sont originaires d'Écosse, le père venant de Nairn et la mère de Dumfries. Il a une grande sœur nommée Mary, née en Écosse en 1939, et un grand frère nommé Robert Jr., né en 1951. Allardyce passe ses études à l'école primaire de Sycamore Green puis à l'école secondaire de Mons Hill. Étant jeune, il supporte le club de Wolverhampton Wanderers, évoluant à dix kilomètres de Dudley, pour lequel il rêve alors de jouer et entraîner.

## Carrière de joueur

### Bolton Wanderers (1969-1980)
Allardyce passe sa jeunesse avec le club semi-professionnel de sa ville natale, Dudley Town, faisant ses débuts à l'âge de 14 ans dans la ligue régionale des Midlands de l'Ouest, et s'y spécialisant très vite dans le rôle de défenseur central. Il effectue plusieurs entraînements dans les grands clubs locaux de West Bromwich Albion et de Wolverhampton Wanderers, passant également un essai infructueux à Aston Villa. Il est repéré par le club de Bolton Wanderers juste avant sa sortie de l'école à l'âge de 15 ans, et y signe un contrat d'apprentissage en 1969. Avant de démarrer son apprentissage, il travaille quelque temps dans une fabrique de phonographes. Arrivé au club, il fait partie d'une équipe des moins de 19 ans qui se révèle fructueuse, avec une victoire en coupe des jeunes du Lancashire couplé à un quart de finale en FA Youth Cup. Dans ce contexte, Allardyce monte très vite en l'équipe réserve puis en équipe première, signant son premier contrat professionnel le jour de son dix-septième anniversaire, et obtenant alors une prime à la signature de 125 £ ainsi qu'un salaire hebdomadaire de 14 £.
Il fait ses débuts sous la direction de Jimmy Armfield le 6 novembre 1973 à l'occasion d'une défaite deux buts à un à Burnden Park face à Millwall en Coupe de la Ligue. Il dispute son premier match de deuxième division onze jours plus tard, à l'occasion d'une nouvelle défaite, cette fois face à Notts County. Il ne parvient cependant pas à s'imposer comme titulaire sous Armfield, et ne dispute que quelques matchs sous son remplaçant Ian Greaves (en), qui l'utilise notamment à la fin de la saison 1974-1975 pour remplacer Don McAllister (en) vendu à Tottenham Hotspur. Cette brève période en tant que titulaire lui permet de remporter le titre de « Jeune de l'année » du club.
La saison suivante, Bolton est éliminé par Newcastle United lors du cinquième tour de la Coupe d'Angleterre et échoue à la promotion par un point. La saison 1976-1977 se révèle tout aussi décevante avec un nouvel échec à un point des places de promotion, malgré une demi-finale de Coupe de la Ligue. Les Trotters remportent finalement le championnat la saison suivante et obtiennent l'accession en première division. Après une dix-septième place satisfaisante lors de sa première saison de retour dans l'élite, le club connait une saison 1979-1980 compliquée, avec notamment sept mois sans victoire en championnat amenant au renvoi de Greaves en janvier 1980, tandis que son remplaçant Stan Anderson ne parvient pas à éviter au club une vingt-deuxième et dernière place synonyme de relégation. À la suite de cette saison décevante, Allardyce décide de quitter le club après onze années de service, s'estimant sous-payé et n'arrivant pas à s'entendre avec son entraîneur.

### Passages à Sunderland et Millwall (1980-1983)
Après son départ de Bolton, Allardyce est contacté par plusieurs clubs, notamment Norwich City et Derby County, s'accordant même verbalement sur un contrat de trois ans avec ce dernier. Il s'engage finalement avec Sunderland tout juste promu en première division, obtenant une prime à la signature de 30 000 £ et un salaire hebdomadaire de 300 £, soit le quadruple de celui qu'il touchait à Bolton. À son arrivée, Allardyce est nommé capitaine par l'entraîneur Ken Knighton (en). Son intégration s'avère cependant difficile, se lassant très vite de la longue distance des trajets entre Sunderland et sa maison située à Bolton. Cette situation amène Allardyce à déposer une demande de transfert lorsque le président Tom Cowie refuse de l'aider financièrement à trouver un logement sur place. Knighton est renvoyé vers la fin de la saison 1980-1981, tandis que son adjoint Mick Docherty (en) assure l'intérim et parvient à maintenir le club. Alan Durban (en) est nommé entraîneur pour la saison suivante et décide d'écarter Allardyce de l'équipe première pour le début de la saison, rendant inévitable son départ du club.
À la recherche d'un nouveau club, un retour à Bolton est envisagé avant d'être abandonné lorsque le club se voit incapable de payer un salaire équivalent à celui de Sunderland. Un accord est finalement trouvé avec Millwall, qui évolue en troisième division et offre 95 000 £ pour recruter Allardyce, lui proposant un salaire équivalent assorti d'une prime à la signature de 30 000 £ et d'une prime de fidélité de 10 000 £. Peter Anderson (en), alors joueur-entraîneur du club, voit en lui le successeur de l'emblématique Barry Kitchener (en). Anderson étant promoteur immobilier, il loue gratuitement un manoir à Allardyce. Les Lions terminent la saison 1981-1982 en milieu de tableau et Anderson est renvoyé en novembre 1982. Allardyce se voit alors proposé le poste d'entraîneur de l'équipe première, qu'il refuse car s'estimant trop jeune, à l'âge de 28 ans, pour entrer dans le management. Le poste est finalement confié à George Graham, qui écarte immédiatement Allardyce de l'équipe première après que celui-ci ait insisté sur son intention de ne pas dénoncer ses coéquipiers qui ne respecteraient pas les règles établies par l'entraîneur écossais. Une nouvelle fois à la recherche d'un club, il est proche de s'engager gratuitement avec Charlton Athletic en mars 1983, mais un accord ne parvient pas à être trouvé avant la fin de la période des transferts. Graham accepte finalement de payer une compensation de 15 000 £ à Allardyce pour la résiliation de son contrat.

### Fin de carrière (1983-1989)
À nouveau sans club, Allardyce écrit à tous les clubs de première et deuxième divisions pour leur faire part de sa disponibilité, tandis qu'il regrette, en privé, d'avoir choisi ses derniers clubs plus pour des raisons financières que sportives. Il dispute onze matchs de NASL durant l'été 1983 avec les Rowdies de Tampa Bay, franchise américaine partageant notamment les infrastructures de celle de football américain des Buccaneers de Tampa Bay. Bien que brève, cette expérience outre-Atlantique et les méthodes du football américain, notamment dans son approche vis-à-vis des statistiques, inspireront énormément Allardyce durant sa carrière d'entraîneur. Le joueur éprouve cependant de nombreuses difficultés sur les terrains, ayant notamment du mal à s'habituer à la chaleur et à l'humidité de la région, et évoluant dans une équipe à la tactique très offensive le laissant souvent exposé en défense.
De retour en Angleterre, il s'engage avec le club de Coventry City en première division dans le cadre d'un contrat d'un an. Nommé capitaine, les Sky Blues réalisent un bon début de saison 1983-1984 avant de connaître une deuxième moitié de saison plus difficile finissant à deux points de la relégation. Bien que s'étant vu promettre un nouveau contrat de deux ans par l'entraîneur Bobby Gould en milieu de saison, Allardyce est finalement laissé libre au terme de son contrat.
Allardyce rejoint ensuite l'équipe de deuxième division Huddersfield Town en juillet 1984, où il retrouve Paul Jones (en), son partenaire en défense centrale à Bolton. Après une treizième place au terme de la saison 1984-1985, le club accepte une offre de 15 000 £ de la part de Bolton Wanderers, depuis relégué en troisième division, pour le rachat d'Allardyce dans le cadre d'un contrat de trois ans. Le club est alors entraîné par Charlie Wright (en), qui occupait le poste de gardien de but lors de son premier passage au club. Wright est cependant renvoyé en décembre 1985 et remplacé par Phil Neal qui occupe le poste d'entraîneur-joueur. Les deux hommes ont beaucoup de mal à s'entendre, car évoluant tous deux au même poste tandis que Neal préfère se titulariser lui-même, reléguant régulièrement Allardyce sur le banc des remplaçants. Bolton atteint cette saison-là la finale du Football League Trophy avant d'être battu par Bristol City sur le score de 3 à 0, Allardyce faisant partie des remplaçants inutilisés lors de cette rencontre.
Après avoir été approché par Tranmere Rovers, il rejoint finalement Preston North End où l'entraîneur John McGrath (en) souhaite en faire un pilier de son équipe. Le club termine deuxième de quatrième division au terme de la saison 1986-1987, lui permettant d'être promu, tandis qu'Allardyce est nommé dans l'équipe-type de l'année par la PFA, avant de terminer seizième de troisième division la saison suivante. C'est à cette période qu'Allardyce commence à envisager une carrière dans le management, se portant notamment candidat aux postes d'entraîneur d'York City et de Notts City, il obtient par ailleurs un entretien d'embauche avec les dirigeants de Doncaster Rovers, mais sans succès.

## Style de jeu
Son approche très dure en matière de tacles et sa détermination à se relever immédiatement, même après des chocs virulents, lui ont valu le surnom de « Super Sam Bionic Man » par les fans de Bolton. Décrit comme « l’épitomé du défenseur central à l'ancienne des années 1970 », le jeu d'Allardyce reposait avant tout sur son fort impact physique, compensant par ailleurs son manque de rapidité par une bonne concentration ainsi que par un bon jeu de tête et un sens de l'anticipation très développé. Il n'était cependant pas un joueur de ballon, et était inconfortable en sa possession, préférant faire des passes simples à ses coéquipiers, qui évitaient généralement de lui confier la balle.

## Carrière d'entraîneur

### Retraite professionnelle et reconversion (1989-1994)
Allardyce est engagé comme entraîneur-joueur par West Bromwich Albion, club de deuxième division anglaise, sous la direction du manager Brian Talbot en février 1989. Officiant dans un premier temps en équipe réserve, il est promu comme adjoint de l'équipe première à la place de Stuart Pearson (en) lors de l'été 1989. Allardyce et Talbot sont cependant renvoyés en janvier 1991 à la suite de mauvais résultats, incluant une élimination « humiliante » à domicile face à Woking, club de sixième division, lors du troisième tour de la Coupe d'Angleterre.
Après un bref passage à Bury, en troisième division, il est nommé entraîneur principal de Limerick City, club de deuxième division irlandaise, pour la saison 1991-1992, qu'il amène à la promotion en remportant le championnat.
Après son passage en Irlande, Allardyce retourne en Angleterre dès la saison suivante à Preston North End en tant qu'entraîneur adjoint de Les Chapman (en), prenant brièvement la charge de l'équipe première entre le renvoi de celui-ci en septembre 1992 et la nomination de John Beck (en) en décembre 1992. Son passage à Preston s'étend finalement sur près d'un an et demi, durant lequel Allardyce occupe également le poste d'entraîneur des jeunes, critiquant plus tard le jeu de type « kick and rush » très extrême prôné par Beck, qu'il juge « indéfendable ».

### Blackpool FC (1994-1996)
En juillet 1994, Allardyce est engagé comme entraîneur principal par le club de Blackpool, rival géographique de Preston North End évoluant en troisième division, à la suite du départ de Billy Ayre (en). Son salaire est alors de 14 000 £ par an. Ses principale recrues sont le défenseur Darren Bradshaw (en), le milieu de terrain Micky Mellon (en), ainsi qu'un autre défenseur, Andy Morrison (en), pour qui le club dépense la somme record de 245 000 £. Il procède également à plusieurs changements au niveau du staff technique, engageant notamment Bobby Saxton (en) comme entraîneur-adjoint, promouvant Phil Brown comme entraîneur-joueur, et nommant Mark Taylor (en) préparateur physique, ce dernier suivra par ailleurs Allardyce à Blackburn et Newcastle. Pour sa première saison, Blackburn termine à la douzième place, décrochant complètement de la course à la promotion en fin de saison avec une seule victoire sur les onze derniers matchs de championnat.
La saison suivante, il recrute l'attaquant Andy Preece (en) pour 200 000 £ ainsi que le défenseur Jason Lydiate (en) et le gardien de but Steve Banks (en). Le club connaît une saison 1995-1996 plus réussie, terminant à une troisième place synonyme de barrages de promotion, étant cependant défait en demi-finale par Bradford City alors que les Seasiders ont remporté le match aller à l'extérieur sur le score de 2 à 0 avant d'être finalement défait à domicile 3 à 0. À la suite de cette défaite, Allardyce est licencié de son poste, un renvoi qu'il n'a « jamais compris ». Il s'engage ensuite brièvement à Sunderland en tant que directeur de l'académie du club sous la direction de Peter Reid.

### Notts County (1997-1999)
Sept mois après son renvoi, Allardyce s'engage avec Notts County, qui rencontre alors des difficultés sportives en troisième division. Son arrivée n'empêche cependant pas la relégation du club au terme de la saison, avec notamment une série de dix-huit matchs sans victoire qui met son avenir au club en péril. Malgré cela, il est confirmé dans ses fonctions et parvient à amener le club à la promotion dès la saison suivante en remportant le championnat de quatrième division, notamment grâce à l'implémentation d'un système en 3-5-2 au sein d'un collectif très organisé qui domine alors complètement ses adversaires, avec en particulier une série de dix victoires d'affilée en milieu de saison,. Le club bat cette saison-là plusieurs records, remportant le titre de champion avec 99 points, dont 17 d'avance sur son dauphin Macclesfield Town, et devenant la première équipe d'après-guerre à assurer la promotion avant la fin du mois de mars.
Malgré ce succès, Allardyce et son président Derek Pavis tombent en désaccord durant l'intersaison, celui-ci refusant de délivrer le moindre budget pour le marché des transferts. Le montant de 50 000 £ est finalement débloqué pour permettre l'arrivée de l'attaquant Kevin Rapley (en), qui aide le club à se maintenir au terme de la saison 1998-1999. Durant l'été 1999, le club enregistre les arrivées du milieu de terrain Craig Ramage (en) et du polyvalent Clayton Blackmore. Allardyce reste responsable de l'équipe première jusqu'au 14 octobre 1999, date à laquelle il décide de démissionner pour prendre en charge l'équipe de son ancien club Bolton Wanderers.

### Bolton Wanderers (1999-2007)

#### 1999-2001: Promotion en première division
Allardyce est nommé à la tête de Bolton à la suite de la démission de Colin Todd en protestation par-rapport à la vente de Per Frandsen à Blackburn Rovers afin de financer le nouveau Reebok Stadium. Il hérite à son arrivée d'une équipe talentueuse notamment constituée d'Eiður Guðjohnsen, Jussi Jääskeläinen, Mark Fish, Claus Jensen, Dean Holdsworth, Bo Hansen, Michael Johansen (en), et Ricardo Gardner. Reprenant une équipe en deuxième moitié de classement de deuxième division, il parvient à l'emmener jusqu'à la sixième place synonyme de barrage de promotion, perdant cependant aux tirs au but face à Ipswich Town, critiquant par la suite l'arbitre de la rencontre qu'il accuse d'avoir été biaisé contre son équipe. Dans le même temps, le club effectue deux très bons parcours en Coupe de la Ligue et en Coupe d'Angleterre, atteignant les demi-finales des deux compétitions avant d'être éliminé respectivement par Tranmere Rovers sur le score de 4 à 0 et par Aston Villa aux tirs au but. Pour avoir relancé le club, il se voit alors proposé un contrat de dix ans avec le club, bien que les termes du contrat ne lui promettent qu'une seule année de compensation en cas de renvoi.
En été 2000, Guðjohnsen et Jensen sont vendus pour quatre millions de livres chacun. L'argent de ces transferts est principalement investi dans les infrastructures du club ainsi que dans le staff technique, Allardyce estimant qu'ils permettraient au club d'être plus compétitif face aux équipes plus riches. En matière de transferts, il achète l'attaquant Michael Ricketts (en) pour 400 000 £, rachète Frandsen pour 1 500 000 £ et recrute également Ian Marshall ainsi qu'Isaiah Rankin en prêt de Bradford City. Au cours de la saison 2000-2001, le jeune Kevin Nolan intègre progressivement l'équipe première tandis que le défenseur Colin Hendry arrive en prêt de Coventry City. Bolton atteint cette fois la troisième place et se qualifie une nouvelle fois pour les barrages de promotion, battant West Bromwich Albion en demi-finale puis Preston North End en finale sur le score de 3 à 0, assurant la promotion du club en première division après trois ans d'absence.

#### 2001-2004: Établissement enPremier League
Dans l'optique du retour du club en Premier League, Allardyce fait signer le défenseur international Bruno N'Gotty en provenance de l'Olympique de Marseille, d'abord en prêt puis de manière définitive. Il recrute également Henrik Pedersen de Silkeborg IF pour 650 000 £, mais décide de manière générale de faire confiance aux joueurs ayant amené le club à la promotion la saison précédente. La campagne 2001-2002 du club démarre de manière très positive, avec trois victoires en trois matchs face à Leicester City (3-0), Middlesbrough (1-0) et Liverpool (2-1). Cependant, la forme du club se détériore rapidement par la suite, malgré une victoire 2-1 à Old Trafford face à Manchester United le 20 octobre. Ainsi lors du mois de janvier, le club enregistre la signature du milieu de terrain Stig Tøfting, ainsi que celles des attaquants Fredi Bobic, en prêt, et Youri Djorkaeff. Djorkaeff se montre notamment décisif en inscrivant les deux buts de la victoire face à Charlton Athletic le 23 mars, tandis que Babic inscrit un quadruplé face à Ipswich Town (4-1) le 6 avril, une victoire qui se révèle décisive, Bolton terminant la saison en seizième position avec quatre points d'avance sur Ipswich, dix-huitième, qui finit relégué.
Lors de l'été 2002, Allardyce parvient à attirer un autre grand nom au club en la personne de l'international nigérien Jay-Jay Okocha. Il enregistre également l'arrivée de Iván Campo en prêt du Real Madrid tandis que Michael Ricketts (en), meilleur buteur de la saison précédente, est vendu à Middlesbrough en janvier 2003 et remplacé par Pierre-Yves André, en prêt du FC Nantes,. La saison 2002-2003 se révèle compliquée pour les Trotters qui assurent finalement leur maintien grâce à une victoire 2 à 1 sur Middlesbrough lors de la dernière journée de championnat.
Souhaitant éviter une nouvelle lutte pour le maintien, Allardyce décide de la signature de plusieurs joueurs en préparation de la saison 2003-2004, les plus notables étant le défenseur brésilien Emerson Thome, l'international grec Stelios Giannakopoulos et l'attaquant Kevin Davies. Les hommes de « Big Sam » terminent finalement à la huitième place au classement, atteignant la finale de la Coupe de la Ligue dans la foulée, constituant la première finale de coupe d'Allardyce en tant que joueur et entraîneur. Les Wanderers sont cependant vaincus par Middlesbrough le 29 février 2004 sur le score de deux buts à un, l'entraîneur boltonien critiquant une nouvelle fois l'arbitrage après la rencontre, qu'il accuse de ne pas avoir accordé un penalty à son équipe à la suite d'une main supposée d'Ugo Ehiogu dans sa surface de répration.

#### 2004-2007: Ambitions européennes
À présent considérée comme une équipe établie en première division, Bolton enregistre les arrivées de Gary Speed et Fernando Hierro, respectivement âgés de 35 et 36 ans, lors de l'été 2004. Les deux recrues ont pour but de consolider le milieu de terrain, tandis que le défenseur international tunisien Radhi Jaïdi fait son arrivée gratuitement en provenance de l'Espérance sportive de Tunis et qu'un autre défenseur, israélien, Tal Ben Haim est recruté au Maccabi Tel-Aviv. Il obtient également le prêt d'El Hadji Diouf en provenance de Liverpool avant de le recruter définitivement pour 3 000 000 £. Après un bon début de saison, Allardyce se voit proposé le poste d'entraîneur de Newcastle United, qu'il rejette cependant, signant un nouveau contrat de cinq ans avec Bolton dans la foulée, estimant l'effectif de son club bien plus talentueux. Les Trotters terminent la saison 2004-2005 à une sixième place synonyme de qualification au premier tour de la Coupe UEFA 2005-2006, représentant la première qualification en coupe d'Europe de l'histoire du club.
Pour sa première campagne européenne, Bolton atteint les trente-deuxièmes de finale de la Coupe UEFA, battant les Bulgares du Lokomotiv Plovdiv lors du premier tour avant parvenir à sortir de leur poule en troisième position, battant pour se faire les Russes du Zénith Saint-Pétersbourg, et obtenant trois matchs nuls face aux Espagnols du FC Séville, aux Turcs du Beşiktaş et aux Portugais du Vitoria Guimarães. L'aventure des Wanderers prend cependant fin dès le premier tour de la phase finale, étant vaincus par l'Olympique de Marseille sur le score de deux buts à un. Le succès d'Allardyce avec Bolton fait de lui un des candidats potentiels envisagés par la fédération anglaise pour succéder à Sven-Göran Eriksson comme sélectionneur de l'équipe d'Angleterre après la Coupe du monde 2006, au côté d'autres noms tels qu'Alan Curbishley, Steve McClaren et Martin O'Neill. Après avoir été entendu par la fédération, il fait partie des candidatures retenues avec celle de McClaren, ce dernier obtenant finalement le poste. Au cours de la saison, Allardyce se voit une nouvelle fois proposé le poste d'entraîneur de Newcastle United, y montrant cette fois-ci un plus grand intérêt, les négociations sont cependant stoppées lorsque le président Freddie Shepard décide de nommer l'intérimaire Glenn Roeder à plein temps. L'équipe de Bolton termine cette année-là à la huitième place du championnat, à deux points d'une qualification en Coupe Intertoto.
Souhaitant renforcer Bolton en vue d'une nouvelle qualification en coupe d'Europe, Allardyce fait signer l'attaquant international français Nicolas Anelka pour une somme record de 8 000 000 £. Il recrute également l'international ivoirien Abdoulaye Meïté à l'Olympique de Marseille, faisant dans le même temps un profit sur le transfert de Dietmar Hamann, qui avait signé un pré-contrat avec Bolton avant de finalement s'engager avec Manchester City qui accepte de payer une compensation de 400 000 £ au club. Les relations entre Allardyce et son président Phil Gartside commencent cependant à se tendre à cette période, ce dernier refusant de délivrer un budget transfert plus élevé pour tenter une qualification pour la Ligue des champions. C'est dans ce contexte qu'Allardyce décide de démissionner de son poste le 29 avril 2007, alors que Bolton se place en cinquième position à deux journées de la fin du championnat, son adjoint Sammy Lee étant nommé en remplacement.

### Newcastle United (2007-2008)

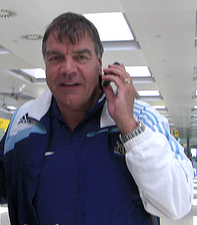
Allardyce avec Newcastle United en 2007.

Après sa démission, Allardyce se voit notamment proposé le poste d'entraîneur de Manchester City, offre cependant retirée après la confirmation de l'offre de rachat du club par Thaksin Shinawatra. Sa nomination au poste d'entraîneur de Newcastle United est officiellement annoncée le 15 mai 2007, succédant à Glenn Roeder dans le cadre d'un contrat de trois ans, tandis que le club connaît lui aussi un changement de propriétaire, étant racheté entièrement par Mike Ashley (en) en juillet 2007. Les ventes de Scott Parker et de Kieron Dyer pour 13 000 000 £ permettent à Allardyce d'obtenir la signature de l'attaquant international australien Mark Viduka, de l'international anglais Alan Smith, des milieux Geremi Njitap et Joey Barton, du latéral gauche José Enrique, du latéral droit Habib Beye et du défenseur central Abdoulaye Faye. Fort de ses nouvelles recrues, Newcastle connaît un très bon débuts de saison, obtenant six victoires et deux matchs nuls lors de ses neuf premiers matchs, incluant une victoire 3 à 1 contre Bolton lors de la première journée. La forme du club se détériore cependant à partir de la fin octobre et l'équipe enchaîne les résultats décevants, n'obtenant notamment qu'un seul point face aux relégables Wigan Athletic et Derby County durant la mi-décembre,. Il est finalement renvoyé le 9 janvier 2008 à la suite d'une réunion avec le président du club Chris Mort qui lui annonce son remplacement par Kevin Keegan.

### Blackburn Rovers (2008-2010)

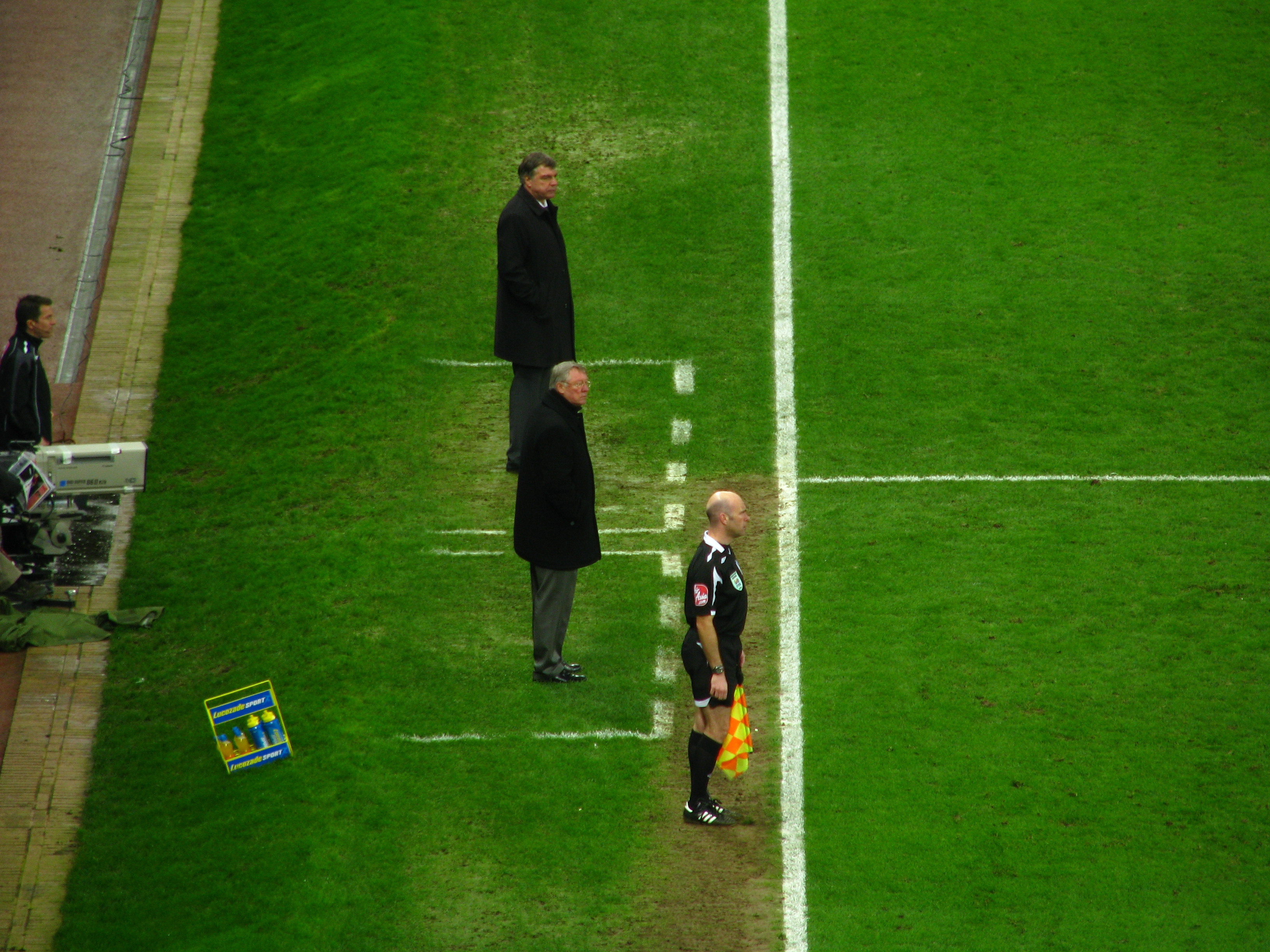
Allardyce (en haut), entraîneur de Blackburn Rovers en 2009.

Le 17 décembre 2008, Allardyce est engagé par l'équipe de Blackburn Rovers en remplacement de Paul Ince, renvoyé après n'avoir remporté que trois matchs en dix-neuf journées de championnat, laissant le club à la dix-neuvième place. Son premier match à la tête de l'équipe est une victoire 3 à 0 contre Stoke City trois jours plus tard. Il s'agît du premier d'une série de neuf matchs consécutifs sans défaite pour les Rovers. Au cours du mois de janvier, il obtient la signature d'El Hadji Diouf en provenance de Sunderland pour 2 000 000 £ ainsi que le prêt du défenseur Gaël Givet de l'Olympique de Marseille. La saison du club se termine sur un match nul 0-0 face à West Bromwich Albion et une quinzième place en championnat avec sept points d'avance sur le dix-huitième et premier relégué Newcastle United.
En difficulté financièrement, Blackburn se voit obligé de vendre l'attaquant paraguyaen Roque Santa Cruz et le défenseur Stephen Warnock, respectivement à Manchester City et Aston Villa, pour un total de 21 500 000 £ afin de rééquilibrer ses comptes. Allardyce parvient tout de même à obtenir les signatures du milieu défensif Steven Nzonzi en provenance d'Amiens pour 500 000 £, de l'attaquant croate Nikola Kalinić d'Hajduk Split pour 6 000 000 £, et du défenseur français Pascal Chimbonda, acheté à Tottenham Hotspur pour 2 500 000 £. La saison 2009-2010 du club s'avère plus positive que la précédente, Blackburn parvenant notamment en demi-finale de la Coupe de la Ligue avant d'être défait par Aston Villa, et terminant dixième du championnat avec notamment une victoire face à ce même adversaire lors de la dernière journée.
Le club est finalement mis en vente durant l'été 2010, tandis qu'Allardyce se voit proposé un poste à l'Al-Ahli Dubaï, qu'il ne peut cependant prendre, car alors obligé de payer une compensation à Blackburn, il reste en poste pour le début de la saison 2010-2011. Il est cependant renvoyé le 13 décembre 2010 par les nouveaux propriétaires du club, le groupe indien Vicky's, alors que le club se place en treizième position en championnat,. Il est remplacé par un des membres de son staff technique Steve Kean, dont l'agent Jerome Anderson (en) a joué un grand rôle dans la reprise du club,.

### West Ham United (2011-2015)

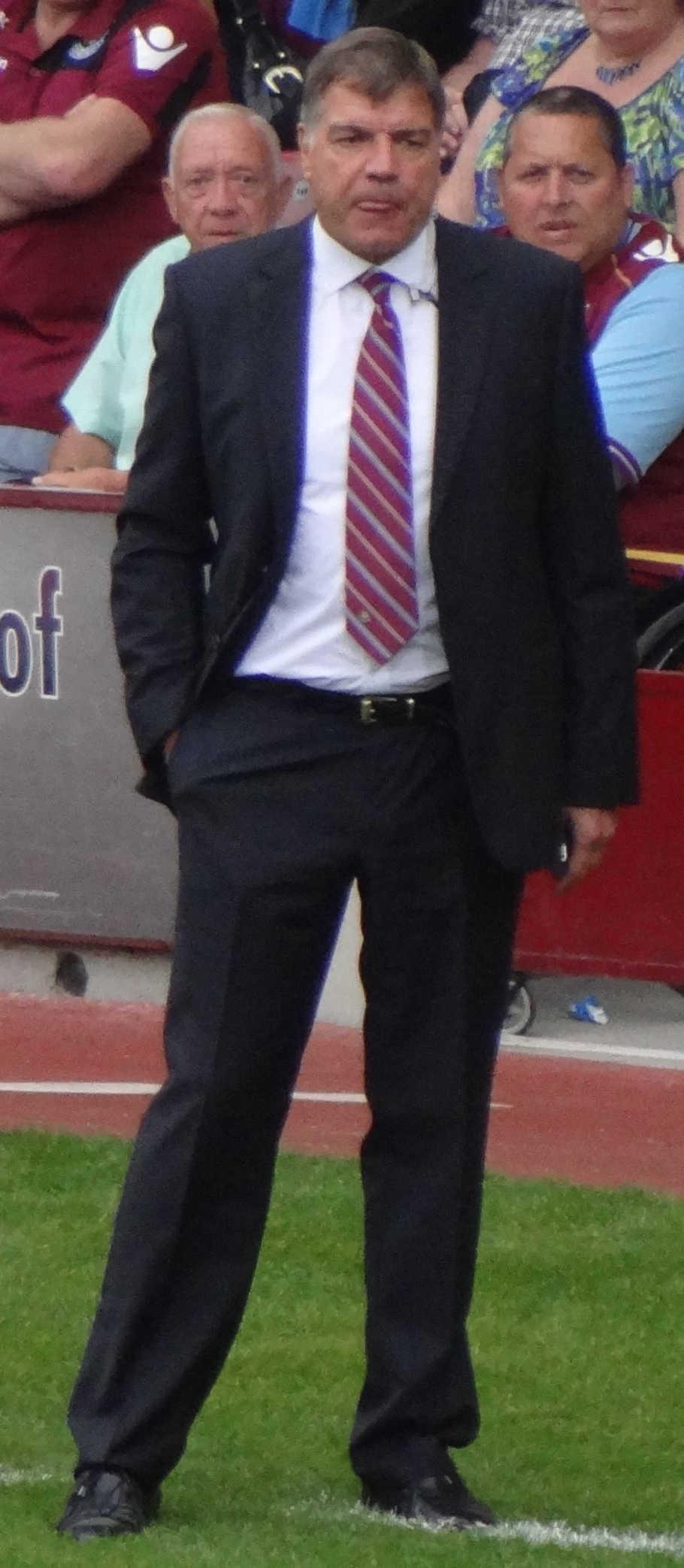
Allardyce, entraîneur de West Ham United en 2011.

#### 2011-2013: Retour dans l'élite
Tout juste relégué de première division, le club de West Ham United décide d'engager Allardyce pour deux ans le 1er juin 2011. Devant l'inquiétude des supporters, il leur promet un « football attractif » en accordance avec les « traditions du club ». Dans l'optique d'une remontée immédiate, Allardyce décide de faire appel à trois de ses anciens joueurs de Bolton : Abdoulaye Faye, Kevin Nolan, Joey O'Brien. Il recrute également Matthew Taylor à ce même club, bien que celui-ci soit arrivé après son départ. Il engage ensuite gratuitement les attaquants John Carew et Sam Baldock et le milieu de terrain Papa Bouba Diop, ainsi que le défenseur George McCartney en prêt de Sunderland. Lors du dernier jour du mercato estival, il obtient les deux nouveaux prêts de David Bentley et de Henri Lansbury, respectivement de Tottenham Hotspur et Arsenal, avant de conclure avec l'arrivée du défenseur polyvalent Guy Demel en provenance de Hambourg. Nicky Maynard, Ricardo Vaz Tê et Ravel Morrison sont également recrutés durant le mois de janvier. Ainsi durant la saison 2001-2002, un total de vingt-cinq départs sont enregistrés par le club pour dix-neuf arrivées. Malgré une troisième place au classement au mois de mars 2012, le style de jeu de l'équipe se voit une nouvelle critiqué par les supporters qui demandent plus de passes et moins de longs ballons, chantant notamment « Nous sommes West Ham United, nous jouons au sol ». Le 19 mai 2012, West Ham retrouve la première division en battant Blackpool en finale des barrages de promotion sur le score de deux buts à un, qu'Allardyce décrit comme « le plus grand exploit de [sa] carrière ».
Durant l'été 2012, le club recrute un total de onze nouveaux joueurs, incluant l'ancien gardien de Bolton Jussi Jääskeläinen, les défenseurs Mohamed Diamé et James Collins, les milieux Alou Diarra et Yossi Benayoun, l'ailier Matt Jarvis ainsi que les attaquant Modibo Maïga et Andy Carroll, ce dernier en prêt de Liverpool. Pour son retour dans l'élite, West Ham termine à la dixième place du championnat avec dix points d'avance sur la relégation, tandis qu'Allardyce signe nouveau contrat de deux ans.

#### 2013-2015: Un entraîneur contesté
La principale recrue d'Allardyce durant l'été 2013 est le recrutement permanent d'Andy Carroll pour 15 000 000 £, au détriment de Wilfried Bony de Swansea City, tandis qu'il achète également dans la foulée l'ailier Stewart Downing, lui aussi en provenance de Liverpool, afin de fournir des centres en direction de l'attaquant, faisant alors jouer de sa puissance physique et de son jeu de tête pour marquer des buts. Il recrute également gratuitement le gardien de but Adrián au Betis Séville. La fracture du pied de Carroll en septembre 2013, le rendant indisponible jusqu'en janvier 2014, vient cependant perturber les plans d'Allardyce, qui dit alors regretter la non-signature de Bony, qui inscrit cette saison-là seize buts en championnat avec les Swans. Après une série de quatre victoires pour un match nul durant le mois de février 2014, il se voit décerner le prix d'entraîneur du mois. En avril 2014, durant un match à West Brom, une partie des supporters de West Ham exprime une nouvelle fois son rejet du jeu pratiqué par son équipe en accusant Allardyce de « tuer » le club et demandant son renvoi. Le mois suivant, tandis que l'équipe termine la saison à la treizième place, des supporters demandent à nouveau le renvoi de l'entraîneur dudlien en affichant une banderole directement à la porte de la maison du président David Sullivan. Malgré cela, Allardyce est confirmé à son poste pour la saison 2014-2015 tandis que le club recrute Teddy Sheringham en tant qu'entraîneur des attaquants pour « offrir une équipe plus divertissante » et « marquer plus de buts »,.
Lors de l'été 2014, Allardyce fait notamment venir les milieux de terrain Cheikhou Kouyaté, Morgan Amalfitano et Alex Song en prêt de Barcelone, ainsi que le latéral gauche Aaron Cresswell et le latéral droit Carl Jenkinson en prêt d'Arsenal. Dans le secteur offensif, le club enregistre les arrivées de Diafra Sakho et des sud-américains Enner Valencia et Mauro Zárate. Durant les premiers mois de la saison, plusieurs commentateurs, dont Robbie Savage, font remarquer le jeu « plus offensif et attractif » de l'équipe, s'appuyant sur plusieurs statistiques. Tandis que le club réalise une première partie de saison splendide lui permettant de s'établir en quatrième position durant la mi-décembre, Allardyce remporte le titre d'entraîneur du mois d'octobre 2014 durant cette période. La deuxième moitié de saison se révèle cependant très décevante, le club ne remportant que trois de ses vingt derniers matchs et s'établissant finalement à la douzième place du championnat, tandis que « Big Sam » se voit informé du non-renouvellement de son contrat, qui se termine à l'issue de la saison,. Une décision qu'il considère « mutuelle », déclarant notamment : « Je ne voulais pas rester. Je suppose que vous pouvez dire que c'était mutuel s'ils ne voulaient pas que je reste non plus ».

### Sunderland AFC (2015-2016)

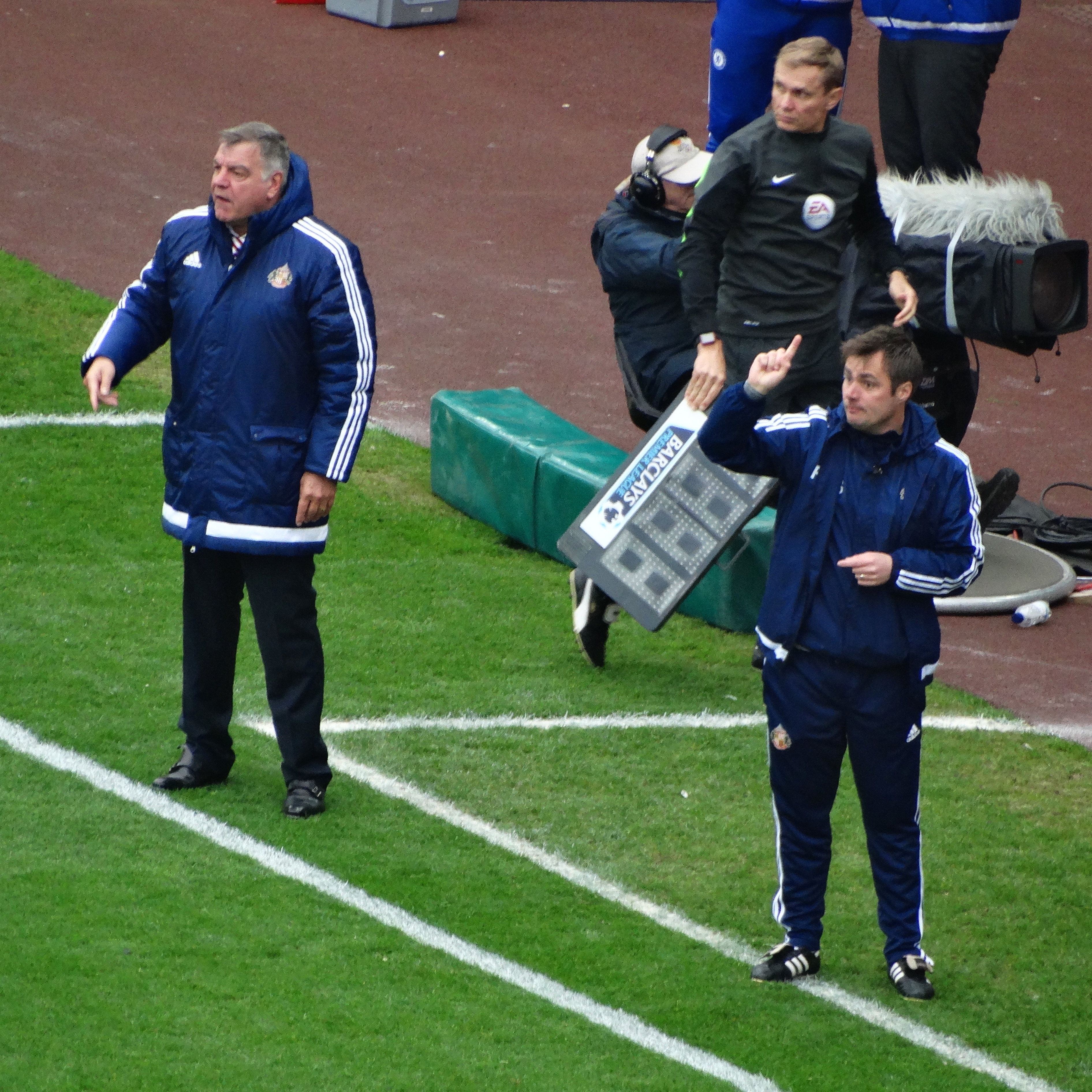
Allardyce (à gauche) avec Sunderland en mai 2016.

Allardyce est nommé entraîneur de Sunderland, en remplacement de Dick Advocaat, le 9 octobre 2015. À son arrivée, le club s'établit à la dix-neuvième place, n'ayant obtenu que trois points lors des huit premiers matchs de la saison. Il devient par ailleurs le premier entraîneur à avoir entraîné les deux rivaux Sunderland et Newcastle United. Malgré une victoire 3-0 face à ces derniers le 25 octobre, une série de cinq défaites d'affilée au mois de décembre fait rechuter Sunderland dans la zone de relégation, avec seulement douze points après dix-neuf journées.
Au cours du mois de janvier, il fait signer les défenseurs centraux Lamine Koné et Jan Kirchhoff ainsi que le milieu offensif Wahbi Khazri,,. Il est confronté le 11 février 2016 au renvoi de l'ailier Adam Johnson par Sunderland après que celui-ci ait reconnu avoir eu des rapports sexuels avec une mineure. Le club passe la grande majorité de la fin de saison 2015-2016 dans la zone des relégables avant que les Black Cats ne remportent trois victoires décisives, d'abord face à Norwich City le 16 avril, où une victoire 3-0 à l'extérieur leur permet de remonter à un point de la dix-septième place, puis deux victoires consécutives face à Chelsea (3-2) puis Everton (3-0) les 7 et 11 mai qui permettent au club d'assurer définitivement son maintien, notamment au détriment du rival Newcastle United,.

### Sélection anglaise (2016)

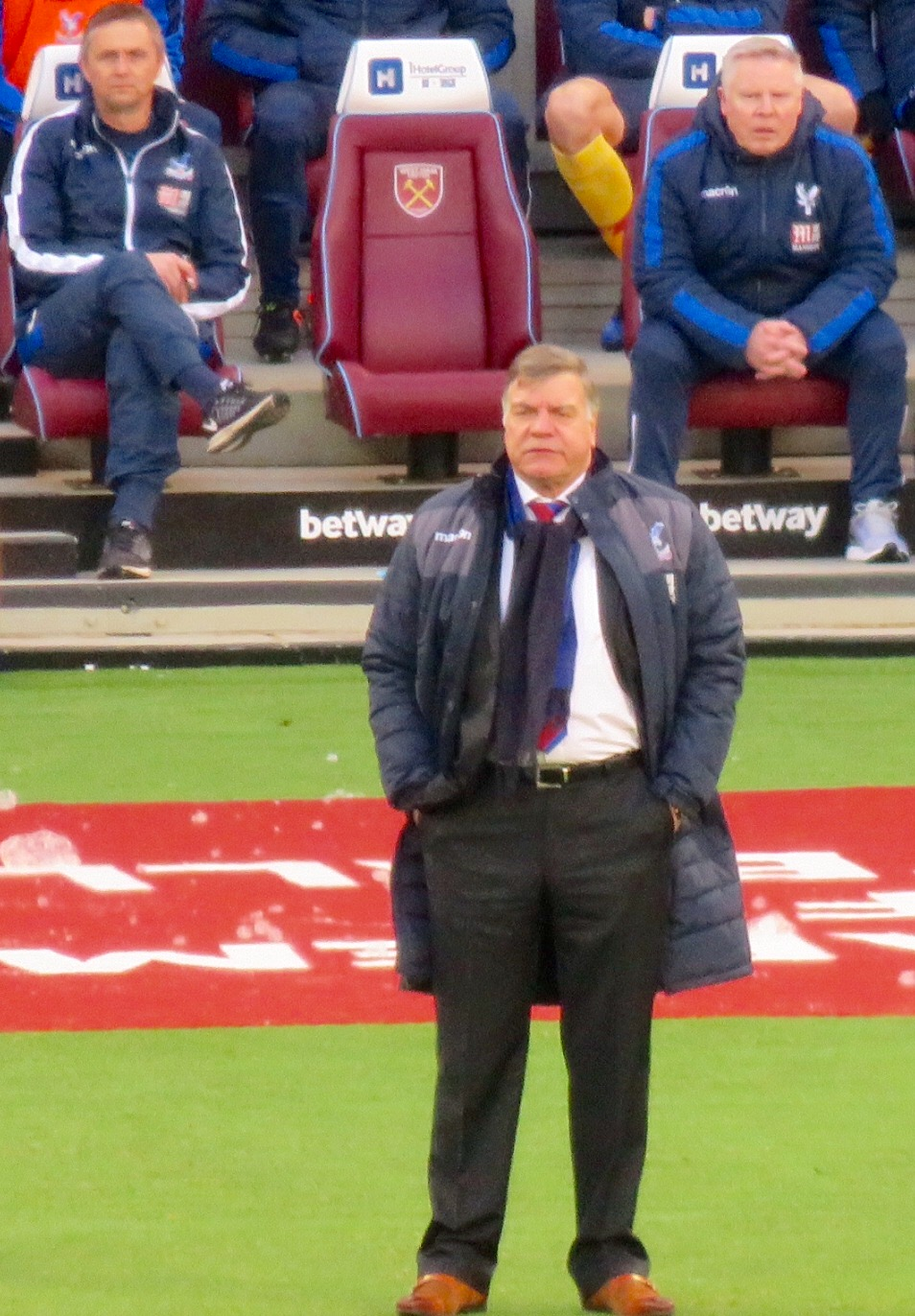
Allardyce avec Crystal Palace en 2017.

Il quitte Sunderland pour la sélection anglaise le 22 juillet 2016, à la suite de la démission de Roy Hodgson et de l'échec sportif de l'équipe lors de l'Euro 2016, éliminée dès les huitièmes de finale par l'Islande. Son unique match à la tête des Three Lions est une victoire à l'extérieur face à la sélection slovaque dans le cadre des éliminatoires de la Coupe du monde 2018 le 4 septembre, Adam Lallana inscrivant le but de la victoire dans les derniers instants du match.
Le 27 septembre, le Daily Telegraph dévoile le contenu d’une caméra cachée dans laquelle Allardyce fait savoir à des journalistes se présentant comme des hommes d'affaires qu'il est en mesure d’user de sa position de sélectionneur pour leur permettre de contourner des règles de transfert concernant la tierce propriété imposées par son employeur, la fédération anglaise, en échange d’une rémunération de 400 000 £, soit un peu plus de 460 000 €. Le soir-même, la fédération publie un communiqué annonçant la démission d'Allardyce. Il quitte ainsi ses fonctions seulement 67 jours après sa nomination, n'ayant entraîné qu'un seul match.

### Crystal Palace (2016-2017)
Allardyce est nommé entraîneur de l'équipe de Crystal Palace le 23 décembre 2016, au lendemain du licenciement d'Alan Pardew, le club étant alors classé dix-septième du championnat anglais avec quinze points en dix-sept journées. Son règne à Selhurst Park démarre difficilement, enregistrant quatre défaites pour un match nul lors de ses cinq premières rencontres de championnat, il obtient finalement sa première victoire sur la pelouse de l'AFC Bournemouth le 31 janvier 2017.
Les Eagles se montrent actifs durant le mois de janvier, recrutant les deux arrières gauches Jeffrey Schlupp et Patrick van Aanholt, le milieu défensif Luka Milivojević ainsi que le défenseur central Mamadou Sakho en prêt pour un total combiné de près de quarante millions d'euros. Après deux nouvelles défaites contre Sunderland et Stoke City, Crystal Palace enchaîne une série de quatre victoires consécutives culminant avec un succès à l'extérieur face au leader Chelsea le 1er avril sur le score de deux buts à un, suivi neuf jours plus tard d'une victoire 3-0 à domicile contre Arsenal permettant à Palace de prendre une avance de six points sur le dix-huitième Swansea City. Victorieux de Liverpool à Anfield le 23 avril (1-2), le club londonien assure définitivement son maintien le 14 mai, à l'issue de la trente-septième journée, en venant à bout du relégable et dix-huitième Hull City sur le score de 4 à 0, entraînant dans le même temps la relégation de ce dernier club,. Le 23 mai, deux jours après la fin de la saison, Allardyce démissionne de son poste pour des raisons personnelles, déclarant être heureux d'avoir « pu finir sur une bonne note et réhabiliter son nom » et ajoutant ne pas chercher de nouveau poste, ce qui a été interprété par plusieurs médias comme un départ à la retraite,,. Il affiche cependant son intérêt à redevenir sélectionneur durant le mois de juillet suivant.

### Everton FC (2017-2018)
Allardyce revient finalement sur sa décision et s'engage officiellement avec l'Everton Football Club le 30 novembre 2017 dans le cadre d'un contrat de dix-huit mois,. Le club se trouve alors positionné à la treizième place après un début de saison décevant l'ayant vu perdre huit de ses quatorze premiers matchs de championnat et être éliminé de la phase de groupes de la Ligue Europa. Son règne démarre initialement par une série de sept matchs sans défaite. Les résultats deviennent par la suite plus irréguliers tandis que le style de jeu proposé par l'équipe est fortement critiqué par les supporters du club. Allardyce s'en va finalement à l'issue de la saison tandis que les Toffees terminent à la huitième position en championnat,.

### West Bromwich Albion (2020-2021)
Après avoir notamment refusé un retour à Newcastle United durant le mois de juillet 2019, Allardyce fait finalement son retour sur le banc en signant en faveur de West Bromwich Albion le 16 décembre 2020. Il prend la succession de Slaven Bilić avec pour objectif de maintenir le club qui se place alors avant-dernier de Premier League avec une seule victoire en onze matchs.
Son mandat démarre sur une défaite 3-0 face aux rivaux d'Aston Villa. Les performances du club échouent par la suite à s'améliorer, Allardyce devant attendre son sixième match pour enregistrer son premier succès lors du derby du Black Country contre Wolverhampton Wanderers au début du mois de janvier 2021. Ne connaissant par la suite que trois autres victoires sur le restant de la saison, dont un succès 5-2 sur la pelouse de Chelsea à la mi-avril, les Baggies finissent par être largués au classement et sont définitivement relégués le 9 mai après une défaite face à Arsenal. Cette descente marque la première relégation d'Allardyce dans la première division anglaise. Dix jours plus tard, il annonce quitter ses fonctions à l'issue de l'exercice 2020-2021 tandis que son équipe termine la saison avant-dernier avec un total de 26 points.

### Leeds United (2023-)
Le 3 mai 2023, il reprend du service en étant nommé entraineur principal de Leeds United, alors en grande difficulté en Premier League avec une 17ème place, à 1 point de la zone de relégation. Sa mission maintien débute avec une courte défaite contre Manchester City (2-1), alors solide leader du championnat. Leeds sera néanmoins relégué le 28 mai 2023, après une lourde défaite contre Tottenham à domicile (1-4).

## Style d'entraîneur

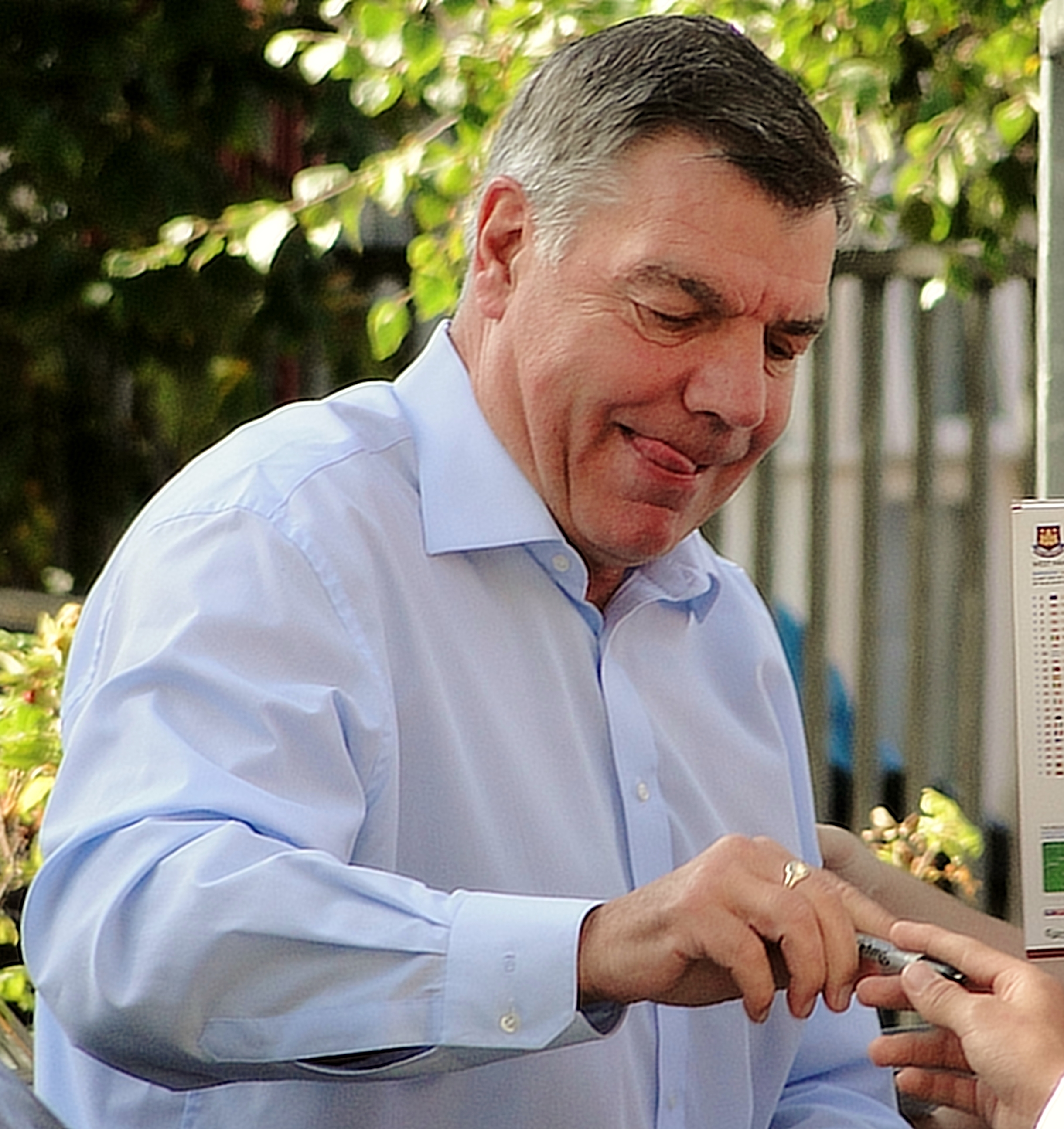
Allardyce signant des autographes en 2014.

Allardyce est un grand partisan des sciences du sport et de l'usage de la technologie, mettant en pratique des techniques alors innovantes dans le coaching de ses équipes, tels que l'analyse des performances par ordinateur ou le yoga,. Martin Hardy de The Independent le décrit ainsi comme « l'un des pionniers des sciences du sport en Angleterre ». D'anciens joueurs et analystes citent notamment comme principal qualité sa préparation, permettant à ses équipes d'être très organisées, notamment en phases défensives. Kevin Davies, ayant évolué sous les ordres d'Allardyce à Bolton entre 2003 et 2007, note également ses talents en matière de gestion de ses joueurs et sa volonté perpétuelle de créer une atmosphère positive au sein des clubs qu'il entraîne, en impliquant les joueurs, mais également le staff technique et les supporters.
Tactiquement, Allardyce est réputé pour son style de jeu très direct, usant souvent de longs ballons et parfois décrit comme du « kick and rush », une perception que l'intéressé a toujours rejeté. L'ancien joueur de Newcastle United Lee Clark le défend en affirmant que la réputation qui lui est donnée est « injuste » et que sa focalisation sur l'organisation de ses équipes, notamment lors des phases arrêtées, est parfaitement justifiée.
Son style de jeu a souvent été décrié, notamment lors de son passage à West Ham United, où les supporters ont à plusieurs reprises critiqué le jeu de leur équipe. Ainsi, à la suite d'un match nul 0-0 à Stamford Bridge en janvier 2014, l'entraîneur de Chelsea José Mourinho se montre particulièrement critique envers son adversaire du jour, affirmant que le football de West Ham « date du XIXe siècle ». En octobre 2014, Allardyce affirme que sa réputation « n'est pas fondée sur des faits » et n'a jamais été qu'une excuse pour les entraîneurs ayant perdu contre lui, nommant Arsène Wenger, David O'Leary, Graeme Souness et Rafael Benítez. Il écrit ainsi dans son autobiographie : « Lorsqu'ils (ses adversaires) envoyaient une balle à plus de 45 mètres, c'était une passe d'artiste ; quand nous on le faisais, c'était un lancer hasardeux ».

## Vie personnelle
Sam Allardyce est marié à Lynne Allardyce depuis le 1er juin 1974, les deux s'étant rencontré lorsqu'il évoluait encore en équipe de jeunes à Bolton. De cette union naît deux enfants, Craig le 9 juin 1975 et Rachael le 21 avril 1979,. Il se voit décerner un doctorat honorifique par l'université de Bolton, qu'il considère comme sa « ville adoptive », en juillet 2010. En plus de sa carrière footballistique, Allardyce possède plusieurs enseignes, notamment une firme de pièces de rechange, un fast-food, un club, un pub et un piano-bar. Il publie son autobiographie, titrée de son surnom « Big Sam », en octobre 2015.
En janvier 2013, l'ancien entraîneur de Blackburn Rovers Steve Kean se voit condamné à payer des dommages et intérêts à Allardyce après l'avoir traité d'« escroc » dans une conversation filmée dans un bar de Hong Kong en 2011, affirmant qu'il s'agissait de la raison de son renvoi en décembre 2010. Une affirmation démentie par le club qui publie un message d'excuse à l'adresse d'Allardyce sur son  site officiel.
En février 2014, Daniel Taylor, rédacteur en chef de la section football du Guardian et de l'Observer, écrit que le joueur de West Ham United Ravel Morrison, alors considéré comme un grand espoir du football anglais, s'est senti mis « sous une pression considérable » par Allardyce afin d'engager comme agent Mark Curtis, représentant Allardyce lui-même ainsi que plusieurs autres joueurs évoluant alors au club, tels que Kevin Nolan, Jack Collison, Matt Jarvis, Andy Carroll et Jussi Jääskeläinen. Curtis répond à ces accusations en les décrivant comme « absurdes » tandis qu'Allardyce évoque les plaintes multiples du joueur concernant une blessure à l'aine jamais découverte par son staff médical, faisant également référence à ses multiples problèmes de discipline par le passé. Morrisson est finalement prêté à Queens Park Rangers pour le reste de la saison 2013-2014 et quitte West Ham à la fin de la saison suivante.

## Accusations de corruption

### Enquête deBBC Panoramaen 2006
Un reportage diffusé dans l'émission Panorama de la BBC le 19 septembre 2006, nommé Undercover: Football's Dirty Secrets, voit Allardyce et son fils Craig être accusés d'avoir pris des dessous-de-table de la part d'agents pour le transfert de certains joueurs. Deux agents, Teni Yerima et Peter Harrison, sont filmés en secret affirmant chacun avoir payé Allardyce par le biais de son fils. Une accusation que celui-ci nie fortement, affirmant n'avoir jamais rien reçu ni demandé. D'autres figures du football tels qu'Harry Redknapp, Kevin Bond et Frank Arnesen sont également impliqués dans ces accusations. Allardyce refuse par la suite de s'adresser à la BBC, indiquant son intention de porter plainte pour les dommages faits à sa réputation, avant d'abandonner ce projet devant le coût en temps et en argent de la procédure. Lors de la publication du rapport final par le Lord Stevens en juin 2007, des inquiétudes sont exprimées concernant l'implication de Craig Allardyce dans certaines transactions, indiquant que « [les enquêteurs] s'inquiètent de ce qu'ils croient être un conflit d'intérêts ayant existé entre Craig Allardyce, son père Sam Allardyce (alors entraîneur de Bolton), et le club lui-même ». Allardyce répond à ce rapport en le qualifiant « d'exercice de relations publiques », ajoutant que l'existence d'un « conflit d'intérêts » n'est appuyée par aucun fait.

### Enquête duDaily Telegraphen 2016
En septembre 2016, des journalistes du Daily Telegraph, se faisant passer pour des hommes d'affaires, filment Allardyce, récemment nommé à la tête de la sélection anglaise, en caméra cachée, celui-ci semblant alors offrir des conseils pour contourner la réglementation de son employeur la fédération anglaise sur la tierce propriété, négociant également une rémunération de 400 000 £, sous réserve d'approbation de la fédération,. À la suite de la publication de cet enregistrement, il quitte officiellement son poste de sélectionneur par consentement mutuel après n'avoir dirigé qu'un seul match.
Robert Sulivan, directeur en stratégie à la fédération, confirme plus tard devant la Commission de la culture, des médias et des sports que les commentaires filmés d'Allardyce sont « une remarque factuelle, correcte sur la façon de contourner les lois du football anglais pour permettre une tierce-propriété ».
Après une enquête de la police de Londres, Allardyce se voit assuré qu'il n'a violé aucune loi, le Daily Telegraph précisant « n'avoir jamais affirmé qu'Allardyce avait violé la loi ».

## Statistiques

### Statistiques de joueur
- Statistiques tirées de l'English National Football Archive[108]

| Saison                | Club                  | Championnat           | Championnat | Championnat | Coupe(s) nationale(s) | Coupe(s) nationale(s) | Autres | Autres | Total | Total |
| Saison                | Club                  | Division              | M.          | B.          | M.                    | B.                    | M.     | B.     | M.    | B.    |
| 1973-1974             | Bolton Wanderers      | Second Division       | 7           | 0           | 1                     | 0                     | 1      | 0      | 9     | 0     |
| 1974-1975             | Bolton Wanderers      | Second Division       | 18          | 3           | 0                     | 0                     | 0      | 0      | 18    | 3     |
| 1975-1976             | Bolton Wanderers      | Second Division       | 40          | 5           | 6                     | 1                     | 1      | 0      | 47    | 6     |
| 1976-1977             | Bolton Wanderers      | Second Division       | 41          | 6           | 0                     | 0                     | 13     | 0      | 54    | 6     |
| 1977-1978             | Bolton Wanderers      | Second Division       | 41          | 4           | 4                     | 0                     | 6      | 1      | 51    | 5     |
| 1978-1979             | Bolton Wanderers      | First Division        | 20          | 1           | 1                     | 0                     | 5      | 0      | 26    | 1     |
| 1979-1980             | Bolton Wanderers      | First Division        | 17          | 2           | 4                     | 1                     | 2      | 2      | 23    | 5     |
| Sous-total            | Sous-total            | Sous-total            | 184         | 21          | 15                    | 2                     | 28     | 3      | 227   | 26    |
| 1980-1981             | Sunderland AFC        | First Division        | 25          | 2           | 0                     | 0                     | 2      | 0      | 27    | 2     |
| Sous-total            | Sous-total            | Sous-total            | 25          | 2           | 0                     | 0                     | 2      | 0      | 27    | 2     |
| 1981-1982             | Millwall FC           | Third Division        | 36          | 1           | 4                     | 2                     | 1      | 0      | 41    | 3     |
| 1982-1983             | Millwall FC           | Third Division        | 27          | 1           | 1                     | 0                     | 8      | 0      | 36    | 1     |
| Sous-total            | Sous-total            | Sous-total            | 63          | 2           | 5                     | 2                     | 9      | 0      | 77    | 4     |
| 1983                  | Rowdies de Tampa Bay  | NASL                  | 11          | 1           | 0                     | 0                     | 0      | 0      | 11    | 1     |
| 1983-1984             | Coventry City         | First Division        | 28          | 1           | 1                     | 0                     | 3      | 0      | 32    | 1     |
| 1984-1985             | Huddersfield Town     | Second Division       | 37          | 0           | 3                     | 0                     | 2      | 0      | 42    | 0     |
| 1985-1986             | Bolton Wanderers      | Third Division        | 14          | 0           | 0                     | 0                     | 3      | 0      | 17    | 0     |
| Sous-total            | Sous-total            | Sous-total            | 90          | 2           | 4                     | 0                     | 8      | 0      | 102   | 2     |
| 1986-1987             | Preston North End     | First Division        | 37          | 2           | 5                     | 0                     | 7      | 1      | 49    | 3     |
| 1987-1988             | Preston North End     | Third Division        | 39          | 0           | 2                     | 0                     | 5      | 1      | 46    | 1     |
| 1988-1989             | Preston North End     | Third Division        | 14          | 0           | 2                     | 0                     | 5      | 0      | 21    | 0     |
| Sous-total            | Sous-total            | Sous-total            | 90          | 2           | 9                     | 0                     | 17     | 2      | 116   | 4     |
| 1989-1990             | West Bromwich Albion  | Second Division       | 1           | 0           | 0                     | 0                     | 0      | 0      | 1     | 0     |
| 1990-1991             | West Bromwich Albion  | Second Division       | 0           | 0           | 0                     | 0                     | 0      | 0      | 0     | 0     |
| Sous-total            | Sous-total            | Sous-total            | 1           | 0           | 0                     | 0                     | 0      | 0      | 1     | 0     |
| 1991-1992             | Limerick City         | First Division        | 23          | 3           | 0                     | 0                     | 0      | 0      | 23    | 3     |
| 1992-1993             | Preston North End     | Second Division       | 3           | 0           | 2                     | 0                     | 0      | 0      | 5     | 0     |
| Sous-total            | Sous-total            | Sous-total            | 26          | 0           | 2                     | 0                     | 0      | 0      | 28    | 0     |
| Total sur la carrière | Total sur la carrière | Total sur la carrière | 479         | 32          | 35                    | 5                     | 64     | 5      | 578   | 42    |

### Statistiques d'entraîneur

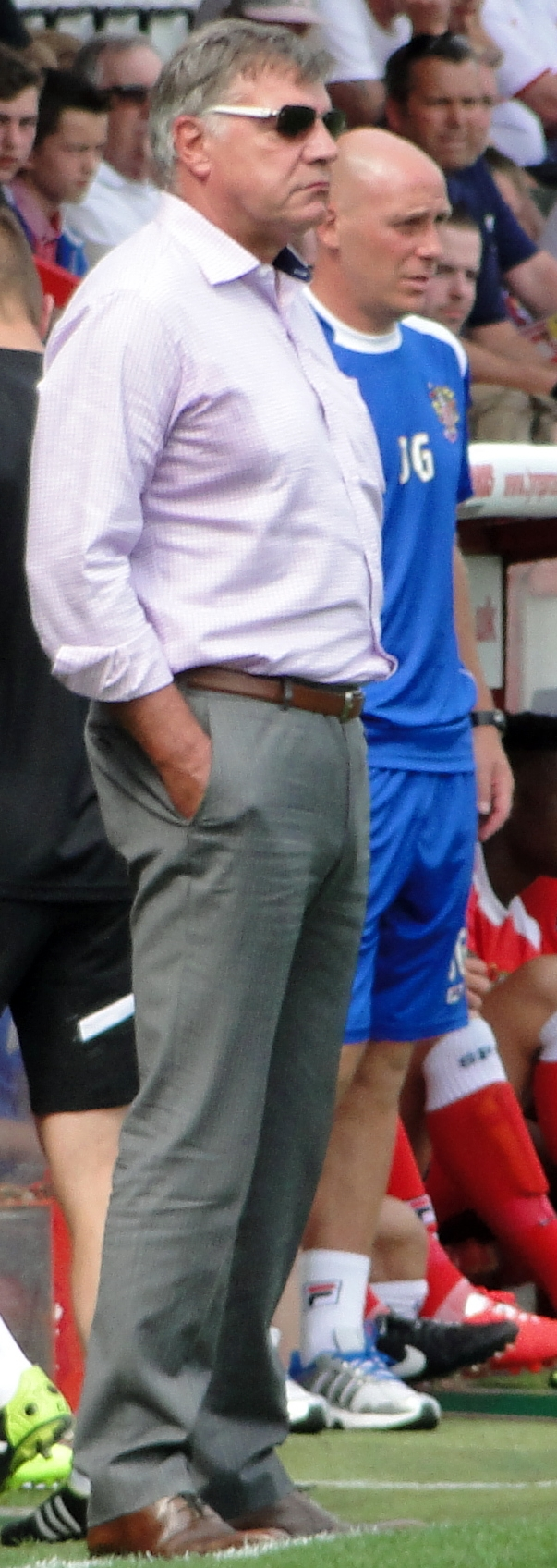
Allardyce, entraîneur de West Ham United en 2014.

| Limerick City               | 1991              | 1992              | 27   | 14  | 10  | 3   | 51,9  |
| Preston North End (intérim) | 30 septembre 1992 | 30 novembre 1992  | 12   | 3   | 4   | 5   | 25,0  |
| Blackpool FC                | 19 juillet 1994   | 29 mai 1996       | 102  | 44  | 23  | 35  | 43,1  |
| Notts County                | 16 janvier 1997   | 14 octobre 1999   | 145  | 56  | 39  | 50  | 38,6  |
| Bolton Wanderers            | 19 octobre 1999   | 29 avril 2007     | 371  | 153 | 104 | 114 | 41,2  |
| Newcastle United            | 15 mai 2007       | 9 janvier 2008    | 24   | 8   | 6   | 10  | 33,3  |
| Blackburn Rovers            | 17 décembre 2008  | 13 décembre 2010  | 90   | 32  | 24  | 34  | 35,6  |
| West Ham United             | 1er juin 2011     | 24 mai 2015       | 181  | 68  | 46  | 67  | 37,6  |
| Sunderland AFC              | 9 octobre 2015    | 22 juillet 2016   | 31   | 9   | 9   | 13  | 29,0  |
| Angleterre                  | 22 juillet 2016   | 27 septembre 2016 | 1    | 1   | 0   | 0   | 100,0 |
| Crystal Palace              | 23 décembre 2016  | 23 mai 2017       | 24   | 9   | 3   | 12  | 37,5  |
| Everton FC                  | 30 novembre 2017  | 16 mai 2018       | 26   | 10  | 7   | 9   | 38,5  |
| Total                       | Total             | Total             | 1034 | 407 | 275 | 352 | 39,4  |

## Palmarès
En tant que joueur, Sam Allardyce remporte la deuxième division anglaise avec Bolton Wanderers au terme de la saison 1977-1978. Il obtient également la promotion en troisième division anglaise avec Preston North End, intégrant dans la foulée l'équipe type de quatrième division, lors de la saison 1986-1987.
En tant qu'entraîneur, il remporte la deuxième division irlandaise avec Limerick en 1992 ainsi que la quatrième division anglaise avec Notts County en 1998. Il remporte les barrages d'accession à la première division anglaise avec Bolton en 2001 puis West Ham en 2012. Il est également finaliste de la Coupe de la Ligue anglaise avec Bolton en 2004 (en). Individuellement, il remporte le titre d'entraîneur du mois de deuxième division en janvier 2001, ainsi que celui de première division à six reprises : en août 2001, novembre 2003, janvier 2004, décembre 2006, ainsi qu'en février et octobre 2014.